# 薬師灌頂真言
薬師灌頂真言は薬師如来の法門の一部である。薬師如来大呪とも言われる。薬師如来の真言であり、出典は「藥師琉璃光如來本願功德經」になる。十小呪の一つで、この真言を唱えると病苦が除かれ、健康で長寿になれるという。このため病気を克服するために、よく読まれている。また死後には浄土瑠璃世界か西方極楽浄土に行けるとされる。簡単に薬師如来の大呪とも呼ばれ、小呪と中呪もある。密教系のお寺でよく読まれている。